# Michał Piecha
Michał Piecha (ur. 31 marca 1979 w Rybniku) – polski biathlonista, zawodnik klubu AZS AWF Katowice.
Dwukrotny uczestnik mistrzostw świata seniorów (w Oberhofie w 2004 roku i w Hochfilzen w 2005 roku). W Oberhofie w biegu drużynowym zajął 11. miejsce. Był uczestnikiem Igrzysk Olimpijskich w Turynie. W 2004 zdobył brązowy medal mistrzostw Europy w sztafecie (z Wiesławem Ziemianinem, Grzegorzem Bodzianą oraz Tomaszem Sikorą).

## Osiągnięcia

### Igrzyska Olimpijskie
| Rok  | Miejsce                  | IN | SP | PU | MS | RL |
| 2006 | Turyn/Cesana San Sicario |    | 64 |    |    | 13 |

### Mistrzostwa Świata
| Rok  | Miejsce    | IN | SP | PU | MS | RL |
| 2004 | Oberhof    | 62 | 72 |    |    | 11 |
| 2005 | Hochfilzen | 61 |    |    |    |    |

IN – bieg indywidualny, SP – sprint, PU – bieg pościgowy, MS – bieg ze startu wspólnego, RL – sztafeta

### Puchar Świata
| Sezon     | Miejsce |
| --------- | ------- |
| 2003/2004 | 83.     |